# Павловиці-Великі
Павловиці-Великі (пол. Pawłowice Wielkie, нім. Pohlwitz) — село в Польщі, у гміні Вондрожі-Великі Яворського повіту Нижньосілезького воєводства.
Населення — 163 особи (2011).
У 1975-1998 роках село належало до Легницького воєводства.

## Демографія
Демографічна структура станом на 31 березня 2011 року:
|          | Загалом | Допрацездатний вік | Працездатний вік | Постпрацездатний вік |
| -------- | ------- | ------------------ | ---------------- | -------------------- |
| Чоловіки | 80      | 30                 | 40               | 10                   |
| Жінки    | 83      | 20                 | 43               | 20                   |
| Разом    | 163     | 50                 | 83               | 30                   |